# Dangsing (Kaski)
Dangsing (nepalski: दाङसिङ) – gaun wikas samiti w zachodniej części Nepalu w strefie Gandaki w dystrykcie Kaski. Według nepalskiego spisu powszechnego z 2001 roku liczył on 851 gospodarstw domowych i 3678 mieszkańców (1989 kobiet i 1689 mężczyzn).